# Julia Schmid
Pour les articles homonymes, voir Schmid.
Julia Schmid est une kayakiste autrichienne pratiquant le slalom.

## Carrière
En 2005, Julia Schmid remporte deux médailles de bronze par équipe en kayak monoplace, l'une aux Championnats d'Europe à Ljubljana et l'autre aux Championnats du monde à Penrith.
Elle remporte sa première médaille individuelle aux Championnats d'Europe de slalom 2013 à Cracovie, avec une deuxième place en canoë monoplace.

### Championnats du monde
- 2005 à Penrith
  -  Médaille de bronze en K1 par équipes

### Championnats d'Europe
- 2005 à Ljubljana
  -  Médaille de bronze en K1 par équipes
- 2013 à Cracovie
  -  Médaille d'argent en C1